# Кампомецавија (Виченца)
Кампомецавија је насеље у Италији у округу Виченца, региону Венето.
Према процени из 2011. у насељу је живело 17 становника. Насеље се налази на надморској висини од 1182 м.